# Jens Månsson i Amerika
Jens Månsson i Amerika är en svensk dramafilm från 1947, med Edvard Persson i huvudrollen. Regin är av Bengt Janzon.

## Handling
Jens Månsson har stora ekonomiska problem och inser att han förmodligen måste lämna sin kära skånska gård Gåsabo. Men plötsligt får han ärva en förmögenhet av sin bror John i Amerika. Det finns dock ett villkor med arvet, som gör att Jens måste resa över till Amerika. Han beger sig till Göteborg och tar båten till New York. Resten av resan blir ett äventyr genom Amerika i jakten på arvet och med många nya bekantskaper på vägen, däribland den svenske servitören Johnny Andersson, som visar sig vara till god hjälp på resan i det främmande landet.

## Roller i urval
| Edvard Persson | – Jens Månsson, skånsk lantbrukare |
| Stig Olin      | – Johnny Andersson, servitör       |
| Mim Ekelund    | – Mim                              |
| Bojan Westin   | – Marie-Louise, Mims väninna       |

## Produktion
I samband med inspelningarna av filmen gjorde Edvard Persson en bejublad turné i norra USA. Edvard Persson var mycket omtyckt bland svensk-ättlingar. Han fyllde hela Carnegie Hall i New York vid dubbla föreställningar och i både Chicago och Jamestown översteg publiksiffran 20 000 personer.

## Musik i filmen, urval
- Sverige-Amerika hand i hand, kompositör Alvar Kraft, text Berco, sång Edvard Persson.
- Ja, nu står jag på min gård, kompositör, text, sång Edvard Persson.
- Tag en hälsning från det gamla landet, kompositör Alvar Kraft, text Nils Hellström, sång Edvard Persson.
- Det är lång väg hem, kompositör Axel Flyckt, text Fritz Gustaf, sång Edvard Persson, Mim Ekelund/Persson (alternativnamn), Bojan Westin, Stig Olin.